# Виластелоне
Виластело̀не (на италиански: Villastellone; на пиемонтски: Vilastlùn, Виластълун) е малък град и община в Метрополен град Торино, регион Пиемонт, Северна Италия. Разположен е на 234 m надморска височина. Към 1 януари 2020 г. населението на общината е 4524 души, от които 362 са чуждестранни граждани.